# Sandro Zangger
Sandro Zangger (* 27. August 1994 in Jona SG) ist ein Schweizer Eishockeyspieler, der seit Juli 2021 erneut beim SC Rapperswil-Jona Lakers aus der Schweizer National League unter Vertrag steht und dort auf der Position des Flügelstürmers spielt. Seine älteren Brüder Simon und Marc waren ebenfalls professionelle Eishockeyspieler.

## Karriere
Zangger wechselte im Alter von 15 Jahren von seinem Heimatverein SC Rapperswil-Jona Lakers in die Nachwuchsabteilung des Zürcher SC. Drei Meistertitel gewann er mit den Elite-Junioren des ZSC im Laufe seiner Zürcher Zeit. In der Saison 2011/12 gab der Stürmer sein Debüt in der Nachwuchsfördermannschaft GCK Lions in der National League B (NLB), in der darauffolgenden Spielzeit verbuchte er erste Einsätze für die ZSC Lions in der National League A (NLA). Später kam auch Eiszeit in der Champions Hockey League hinzu.
Im November 2014 wurde Zangger vom EV Zug unter Vertrag genommen und steigerte dort in den folgenden drei Spieljahren seine Offensivleistungen deutlich. Im Januar 2017 gab er seinen Wechsel innerhalb der NLA zum Lausanne HC auf die Saison 2017/18 hin bekannt. Zum Abschluss seiner Zeit beim EVZ wurde er mit dem Team Vizemeister. Wiederum zwei Jahre später wechselte der Angreifer vom Lausanne HC zum HC Lugano. Im Sommer 2021 kehrte er nach Rapperswil-Jona zurück, nachdem er dort in einem Probetraining überzeugt hatte.

### International
Zangger spielte für die Schweizer Juniorennationalmannschaften in den Altersklassen U16, U17, U18 sowie U20. So nahm er neben dem Europäischen Olympischen Winter-Jugendfestival 2011, bei dem die Eidgenossen die Bronzemedaille gewannen, auch an der U18-Junioren-Weltmeisterschaft 2012 sowie den U20-Junioren-Weltmeisterschaften 2013 und 2014 teil. Einen weiteren Einsatz absolvierte der Flügelstürmer beim Ivan Hlinka Memorial Tournament 2011.
Im Februar 2017 wurde Zangger erstmals ins Kader der Schweizer A-Nationalmannschaft berufen.

## Erfolge und Auszeichnungen
| - 2010 Schweizer U17-Juniorenmeister mit den ZSC Lions - 2011 Schweizer U20-Juniorenmeister mit den GCK Lions - 2012 Schweizer U20-Juniorenmeister mit den GCK Lions | - 2013 Schweizer U20-Juniorenmeister mit den GCK Lions - 2013 Bester Torschütze der Elite-Junioren-Playoffs - 2017 Schweizer Vizemeister mit dem EV Zug |

### International
- 2011 Bronzemedaille beim Europäischen Olympischen Winter-Jugendfestival

## Karrierestatistik
Stand: Ende der Saison 2024/25

### International
Vertrat die Schweiz bei:
| - Europäisches Olympisches Winter-Jugendfestival 2011 - Ivan Hlinka Memorial Tournament 2011 - U18-Junioren-Weltmeisterschaft 2012 | - U20-Junioren-Weltmeisterschaft 2013 - U20-Junioren-Weltmeisterschaft 2014 |

(Legende zur Spielerstatistik: Sp oder GP = absolvierte Spiele; T oder G = erzielte Tore; V oder A = erzielte Assists; Pkt oder Pts = erzielte Scorerpunkte; SM oder PIM = erhaltene Strafminuten; +/− = Plus/Minus-Bilanz; PP = erzielte Überzahltore; SH = erzielte Unterzahltore; GW = erzielte Siegtore; 1 Play-downs/Relegation; Kursiv: Statistik nicht vollständig)